# 김경애 (배우)
김경애(한국 한자: 金暻愛, 1945년 10월 3일 ~ )는 대한민국의 배우이다.

## 생애
1945년 10월 3일 동기로는 배우 박인환, 최주봉, 윤문식, 김도향, 선우용여 등이 있다. 대학 2학년 재학 중인 1966년 신필름 영화사의 《나는 매국노》의 조연으로 데뷔하였다. 영화에만 몸담았다가 1980년도부터는 텔레비전 드라마에도 출연하고 있다. 《전원일기》, 《대추나무 사랑걸렸네》 등 여러 텔레비전 드라마에서 조연과 단역으로 출연했는데 세간에는 무속인 연기로 유명하다. 1995년 SBS 드라마 《장희빈》에서 처음 무당 연기를 했다.
극단 여인극장의 대표를 맡고 있다. 또한 소년원·교도소·양로원과등의 공익활동에도 참여하고 있다.

## 출연 작품

### 영화
- 2022년 《감동주의보》 - 양로원 월자 역 (우정출연)
- 2021년 《1958》 - 점쟁이 역 (특별출연)
- 2021년 《화이트데이: 부서진 결계》 - 할미무당 역
- 2020년 《마지막 휴가》 - 할머니 역
- 2018년 《참외향기》 - 할머니 역
- 2018년 《머니백》 - 반장 아줌마 역
- 2017년 《내나이가 어때서》 - 노래교실 교육생 역
- 2017년 《아들에게 가는 길》 - 시어머니 역
- 2015년 《바라던 바다》 - 춘식 엄니 역
- 2015년 《헬머니》 - 함경도욕할매 역 (특별출연)
- 2015년 《막걸스》 - 허씨 역
- 2014년 《우리는 형제입니다》 - 정례 역
- 2014년 《화창한 그날들》 - 슈퍼 주인 역
- 2014년 《몬스터》 - 복순 할머니 역
- 2013년 《고령화가족》 - 정복댁 역(특별출연)
- 2013년 《전국노래자랑》 - 홍 할매 역
- 2012년 《할머니는 일학년》 - 용포댁 역
- 2010년 《김복남 살인사건의 전말》 - 파주 할매 역
- 2007년 《쉿! 그녀에겐 비밀이에요》 - 대현 할매 역
- 2007년 《이장과 군수》 - 할머니 역
- 2006년 《라디오 스타》 - 청록다방 사장 역
- 2006년 《어느날 갑자기 두 번째 이야기 - 네 번째 층》 - 할머니 역
- 2006년 《맨발의 기봉이》 - 야구장 할머니 역
- 2006년 《백만장자의 첫사랑》 - 순철 할머니 역
- 2005년 《바리바리 짱》 - 교장 역
- 2004년 《귀신이 산다》 - 무당 역
- 2004년 《아라한 장풍대작전》 - 과일 할머니 역
- 2003년 《불어라 봄바람》 - 강원도 할머니 역
- 2003년 《조폭 마누라 3 - 돌아온 전설》 - 수산시장 아줌마 역
- 2002년 《라이터를 켜라》 - 청소부 아줌마 역
- 2002년 《재밌는 영화》 - 노파 역
- 2001년 《파이란》 - 슈퍼 아줌마 역
- 2000년 《킬리만자로》 - 뚱할머니 역
- 1999년 《인정사정 볼 것 없다》
- 1998년 《짱》 - 기찬 모 역
- 1996년 《축제》 - 광주누님 역
- 1996년 《1996 뽕》 - 용팔네 역
- 1995년 《배꼽버스》 - 몽자 모 역
- 1995년 《소낙비》
- 1994년 《태백산맥》
- 1994년 《휘모리》 - 할멈 역
- 1994년 《나는 소망한다 내게 금지된 것을》 - 상담녀 4 역
- 1992년 《영구와 흡혈귀 드라큐라》 - 주막 사람들 역
- 1991년 《하나님이 어디 있어요》
- 1991년 《전국구》
- 1991년 《인간시장 3》 - 아줌마 역
- 1991년 《뜨겁고 부드럽게》
- 1988년 《삼박골 보리밭》 - 부뜰네 역
- 1986년 《서울손자병법》
- 1986년 《몸 전체로 사랑을》
- 1978년 《나는 77번 아가씨》
- 1978년 《내가 버린 여자》
- 1977년 《병사와 아가씨들》
- 1976년 《바다의 사자들》
- 1976년 《제7교실》
- 1976년 《너무 너무 좋은 거야》
- 1976년 《이런 마음 처음이야》
- 1966년 《나는 매국노》

## MBC
- 2015년 《위대한 조강지처》
- 2010년 《동이》
- 2008년 《코끼리》
- 2007년 《김치, 치즈 스마일》
- 2006년 《내 인생의 스페셜》
- 2005년 《안녕, 프란체스카》
- 2004년 《왕꽃 선녀님》 - 무속인 역
- 2002년 《너희가 나라를 아느냐》
- 2001년 《위기의 남자》
- 2001년 《베스트극장》455화 초록물고기 무당역
- 1993년 《폭풍의 계절》
- 1991년 《우리들의 천국》
- 1989년 《전원일기》

## KBS
- 2022년 《황금 가면》 - 황금복 역
- 2020년 《우아한 모녀》 - 오 비서의 이모 역
- 2017년 《그 여자의 바다》
- 2015년 《가족을 지켜라》
- 2015년 《착하지 않은 여자들》
- 2013년 《KBS 드라마 스페셜 - 엄마의 섬》
- 2012년 《별도 달도 따줄게》 - 기생 할머니 역
- 2010년 《웃어라 동해야》
- 2009년 《수상한 삼형제》
- 2008년 《돌아온 뚝배기》
- 2008년 《너는 내 운명》
- 2007년 《미우나 고우나》
- 2007년 《하늘만큼 땅만큼》
- 2006년 《대조영》
- 2006년 《열아홉 순정》
- 2006년 《서울 1945》
- 2005년 《641 가족》
- 2005년 《황금사과》
- 2005년 《별난여자 별난남자》
- 2005년 《장밋빛 인생》
- 2004년 《올드 미스 다이어리》
- 2004년 《달래네 집》
- 2003년 《반올림》
- 2000년 《태조 왕건》
- 1998년 《왕과 비》
- 1996년 《용의 눈물》
- 1994년 《야망》
- 1993년 《해가 뜨면 달도 뜨고》
- 1992년 《남편의 여자》
- 1990년 《대추나무 사랑걸렸네》
- 1988년 《따뜻한 남쪽나라》
- 1988년 《TV 손자병법》
- 1987년 《87' 행복을 찾습니다》

## SBS
- 2010년 《이웃집 웬수》
- 2010년 《산부인과》 - 무속인 역
- 2008년 《바람의 화원》
- 2007년 《칼잡이 오수정》 - 민박집 주인 역
- 2007년 《불량 커플》
- 2004년 《장길산》
- 2003년 《압구정 종갓집》
- 1997년 《모델》
- 1996년 《임꺽정》
- 1996년 《곰탕》
- 1995년 《우리들의 넝쿨》
- 1995년 《장희빈》

EBS
- 2005년 《지금도 마로니에는》
- 2004년 《깡순이》

MBC Every 1
- 2007년 《와인따는 악마씨》

평화방송
- 2008년 《땀의 순교자 탁덕 최양업》

tvN
- 2016년 《디어 마이 프렌즈》
- 2014년 《꽃할배 수사대》 - 박민규의 어머니 역
- 2012년 《제3병원》 - 박진아 환자의 시어머니 역

OCN
- 2018년 《작은 신의 아이들》

## 경력
- 영등포교도소 교정위원
- 극단 여인극장 대표
- 한국영화배우협회 운영위원
- 고봉정보통신중고등학교 취업지도위원 위원장
- 방송연기자협회 회원
- 영화배우협회 회원
- 연극배우협회 회원

## 수상
- 2013년 제50회 대종상 영화제 특별연기상
- 2007년 국민추천 사회발전 유공자 훈창 국무총리 표창
- 2006년 서울특별시장 사회봉사상 표창